# 葉賽鶯
葉賽鶯（1948年3月8日—），出生於基隆市，台灣法律學者，曾任教於中原大學、東吳大學。台語歌謠推廣者，是台灣音樂之父葉俊麟之女。

## 生平
畢業於台北第二女子高級中學（今台北市立中山女子高級中學），在父親堅持下放棄文學院，保送國立台灣大學法律系，後取得台大法學院碩士。曾任桃園地方法院法官兼庭長，以及高等法院、最高法院法官。任職法務部期間，曾給同事留下一人身兼多職的印象。
2007年曾被陳水扁提名為司法院大法官，但因擔任民主進步黨仲裁委員、北社社員及台灣聯合國協進會組織秘書長等資歷受到泛藍陣營立委質疑，最後也因泛藍陣營封殺落選。
葉賽鶯創立台灣21世紀婦女協會，並任首任理事長。也在2008年成立「文化公益信託葉俊麟台灣歌謠推展基金」，鼓勵台灣歌謠創作，並致力於台灣歌謠的推廣。